# Peter Boulware
Peter Nicholas Boulware (Columbia, 18 dicembre 1974) è un ex giocatore di football americano statunitense che ha giocato nel ruolo di linebacker per tutta la carriera con i Baltimore Ravens della National Football League. Fu scelto come 4º assoluto nel Draft NFL 1997. Al college ha giocato a football alla Università statale della Florida.

## Carriera professionistica
Boulware fu scelto come quarto assoluto nel Draft 1997 dai Baltimore Ravens. Nella sua prima stagione fece registrare 66 tackle, 12 sack e un fumble forzato, venendo premiato come Rookie difensivo dell'anno dall'Associated Press. Giocò coi Ravens per quattro stagioni, venendo convocato per quattro Pro Bowl e diventando il leader di tutti i tempi della franchigia per sack in carriera (successivamente fu superato da Terrell Suggs). Nel 2000 vinse il Super Bowl XXXV battendo i New York Giants. Fu svincolato dai Ravens prima della stagione 2005 e rifirmato con un salario inferiore. Un anno dopo fu nuovamente svincolato a causa degli infortuni, optando per il ritiro.

## Palmarès

### Franchigia
- Super Bowl : 1

Baltimore Ravens: Super Bowl XXXV
- American Football Conference Championship: 1

Baltimore Ravens: 2000

### Individuale
- Convocazioni al Pro Bowl: 4

1998, 1999, 2002, 2003
- All-Pro: 1

1999
- Rookie difensivo dell'anno - 1997
- PFWA All-Rookie Team - 1997

## Statistiche
| Tackle     | 493  |
| Sack       | 70,0 |
| Intercetti | 1    |

## Vita privata
È padre dell'ex giocatore NFL Michael Boulware.